# Rhynchoribates fabulosus
Rhynchoribates fabulosus är en kvalsterart som beskrevs av Beck 1961. Rhynchoribates fabulosus ingår i släktet Rhynchoribates och familjen Rhynchoribatidae. Inga underarter finns listade i Catalogue of Life.